# ماریام هامباریان
ماریام وارازداتی هامباریان (ارمنی: Մարիամ Վարազդատի Համբարյան؛ انگلیسی: Mariam Hambaryan؛ زادهٔ ۳ دسامبر ۱۹۵۸) نقاش اهل ارمنستان است.

## زندگی‌نامه
وی در ۳ دسامبر ۱۹۵۸ در ایروان به دنیا آمد و از  دانشگاه دولتی علوم پرورشی خاچاطور آبوویان ارمنستان فارغ‌التحصیل گشت. وی عضو اتحادیه نقاشان ارمنستان می‌باشد.  سارگیس گاروکیان همسر وی می‌باشد. 